# 战争史 (普罗科匹厄斯)
《戰爭史》，也被譯作《战史》是東羅馬史學家普羅科匹烏斯的著作，該書寫於六世紀，記述了東羅馬在查士丁尼大帝治下從531年到552年對東哥特和汪達爾人的戰爭。全书共八卷，叙述公元527年至553年间的军事事件。前两卷讲述与波斯人的战争（《波斯之战》），第三卷和第四卷讲述与非洲汪达尔人的战争（《汪达尔之战》），后四卷讲述与意大利东哥特人的战争（《哥特之战》）。

## 概述[1]
- 《波斯战争史》(De Bello Persico)：本书的前两卷，详细叙述了拜占庭帝国在公元 527 年至 553 年期间与波斯人之间的战争事件。记载了罗马人与萨珊波斯人在美索不达米亚、叙利亚、亚美尼亚、拉齐卡和 伊比利亚（今格鲁吉亚）的冲突。它详细记述了萨珊王朝沙阿喀瓦德 一世的战役、532 年的 “尼卡”起义、喀瓦德的继任者霍斯劳 一世在 540 年发动的战争、他摧毁安条克并将其居民驱逐到美索不达米亚，以及从 542 年开始摧毁帝国的大瘟疫。 《波斯战争》还详细 介绍了普罗科比乌斯的赞助人贝利撒留的早年生涯。

- 《汪达尔战争史》(De Bello Vandalico)：本书的第三卷和第四卷，记载了拜占庭帝国对北非汪达尔人的战争。主要讲述了贝利撒留对占领罗马在西北非洲各省的汪达尔王国的成功战役，该战争最后导致了汪达尔王国的灭亡。

- 《哥特战争史》(De Bello Gothico)：本书的最后四卷（即第五至第八卷），描述了拜占庭帝国在意大利与东哥特人之间的战争，这场战争最终导致了东哥特王国被拜占庭帝国征服。记载了贝利撒留等人在意大利对抗东哥特人的战役。普罗科比厄斯记录了第一次和第二次那不勒斯围城战以及第一次、第二次和第三次罗马围城战。他还记述了法兰克人的崛起。最后一本书描述了宦官纳尔西斯成功赢得意大利战役，并报道了帝国东部边境的一些战役。